# LATAM 페루
LATAM 페루(스페인어: LATAM Airlines Perú)는 페루의 항공사로 총 32개 노선을 취항하고 있다. 본사는 페루 리마 위치해 있으며 1998년에 설립했다. 또한 사용하고 있는 허브 공항으로 호르헤차베스 국제공항이 있다.

## 역사
LATAM 페루는 1998년 7월에 설립되어 1999년 7월부터 리마의 호르헤 차베스 국제공항과 쿠스코의 알레한드로 벨라스코 아스테테 국제공항, 벨라스케스 발롱 국제공항의 두 공항을 잇는 서비스를 시작했다. 당시 운항이 중단되어 있던 아에로페루 등의 자국 항공 경력의 국내 서비스가 다시 시작해 1999년 마이애미 국제선 서비스를 시작했다. 2002년 9월부터 칠레의 란 항공이 인수해 자회사가 되었다. 현재 직원은 약 1,500명으로 국내선 노선과 국제선 노선을 운항하고 있다.

## 운항 노선
- 2012년 7월 기준으로 LATAM 페루는 다음과 같은 노선을 운항하고 있다.

### 코드셰어 협정
- LATAM 페루는 현재 코드셰어 협정을 체결하고 있다.

| - 대한항공 (스카이팀) - 멕시카나 항공 - 영국항공 (원월드) - 알래스카 항공 - 이베리아 항공 (원월드) - 일본항공 (원월드) - 콴타스 항공 (원월드) |

## 보유 기종
- 2016년 9월 기준으로 LATAM 페루는 다음과 같은 기종을 보유하고 있으며 현재 보유하는 기종은 LATAM 칠레에서 운항하고 있다.[2]

## 사진

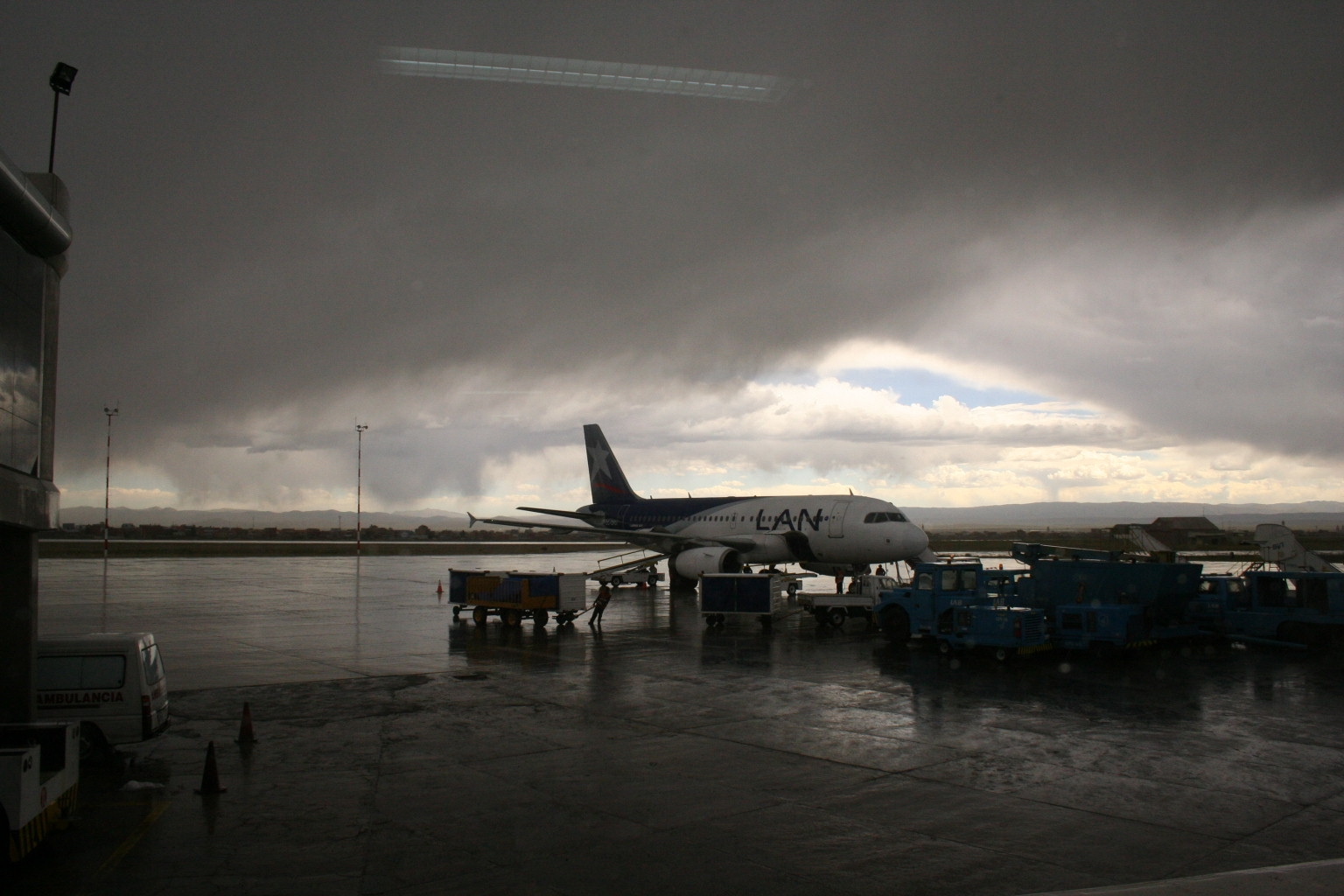
LATAM 페루의 에어버스 A320-200